# Грёбен (Бургенланд)
Грёбен (нем. Gröben) — деревня в Германии, в земле Саксония-Анхальт, входит в район Бургенланд в составе городского округа Тойхерн.
Население составляет 618 человек (на 31 декабря 2013 года). Занимает площадь 3,94 км².

## История
Первое упоминание о поселении относится к 1004 году.
До 2011 года Грёбен образовывала собственную коммуну, куда также входила деревня Рунталь (нем. Runthal, 51°07′36″ с. ш. 12°02′21″ в. д.).
1 января 2011 года, после проведённых реформ, Грёбен и Рунталь вошли в состав городского округа Тойхерн в качестве района.

## Галерея

Грёбен на карте городского округа
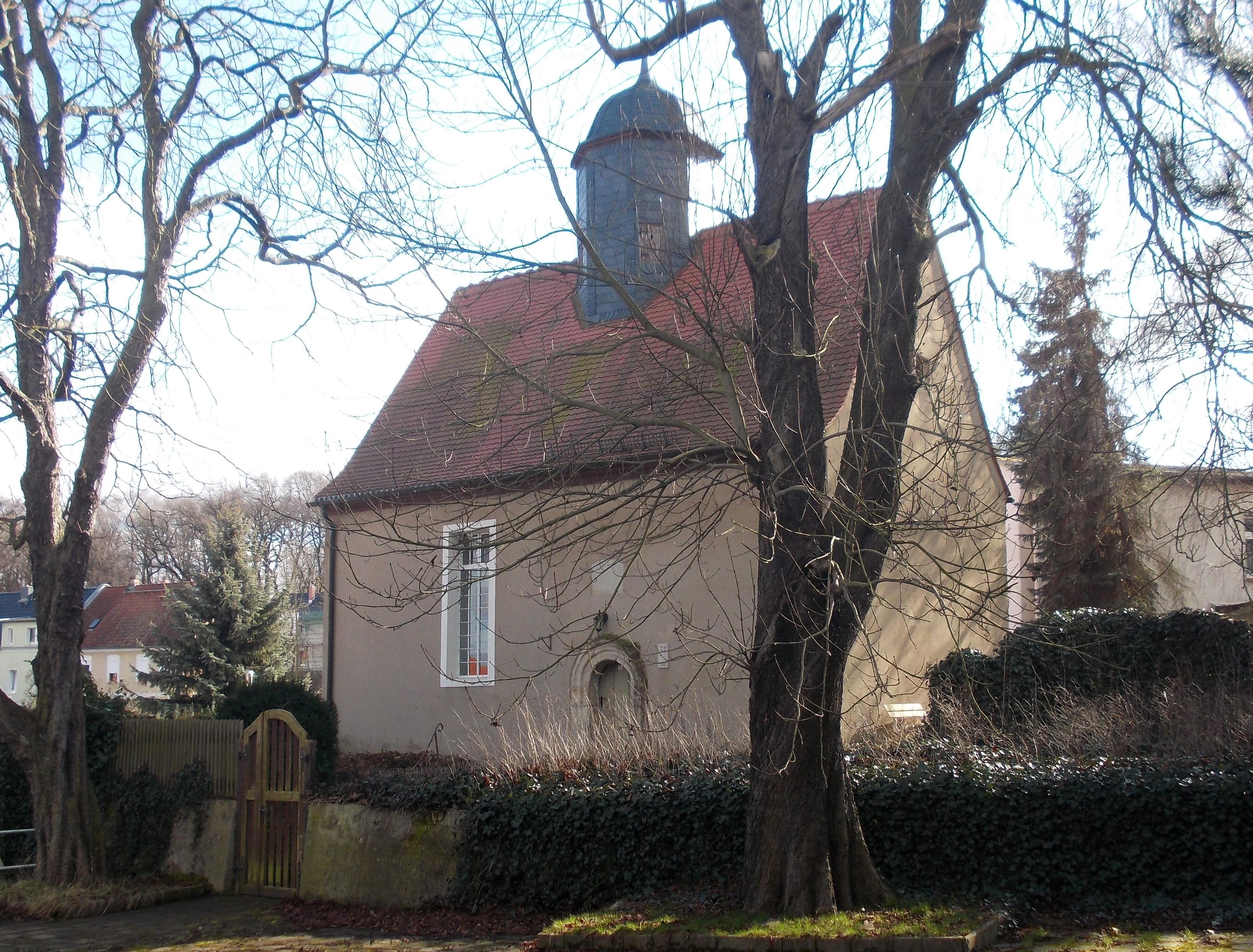
Церковь Грёбена
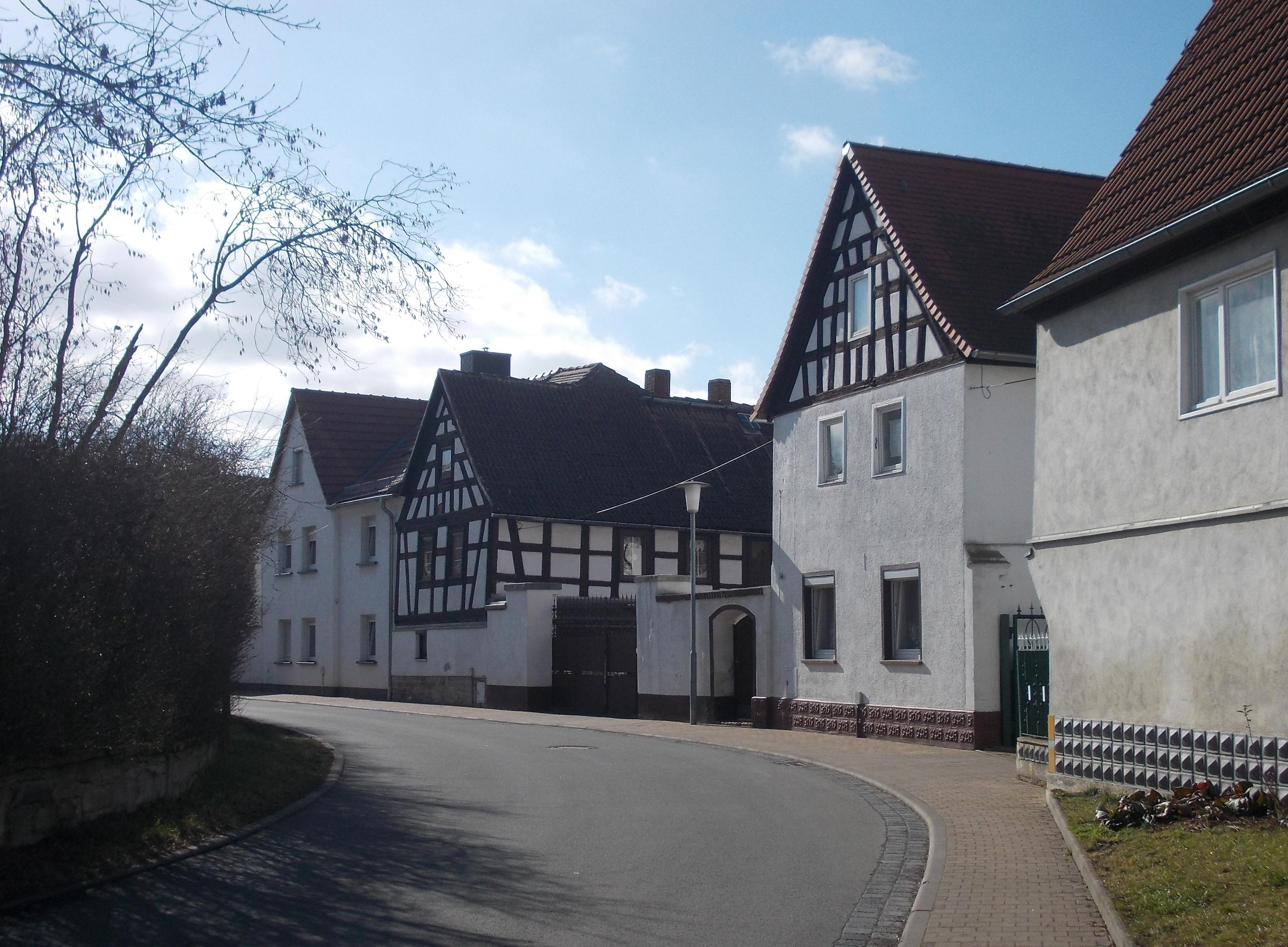
Фахверковые дома в Грёбене
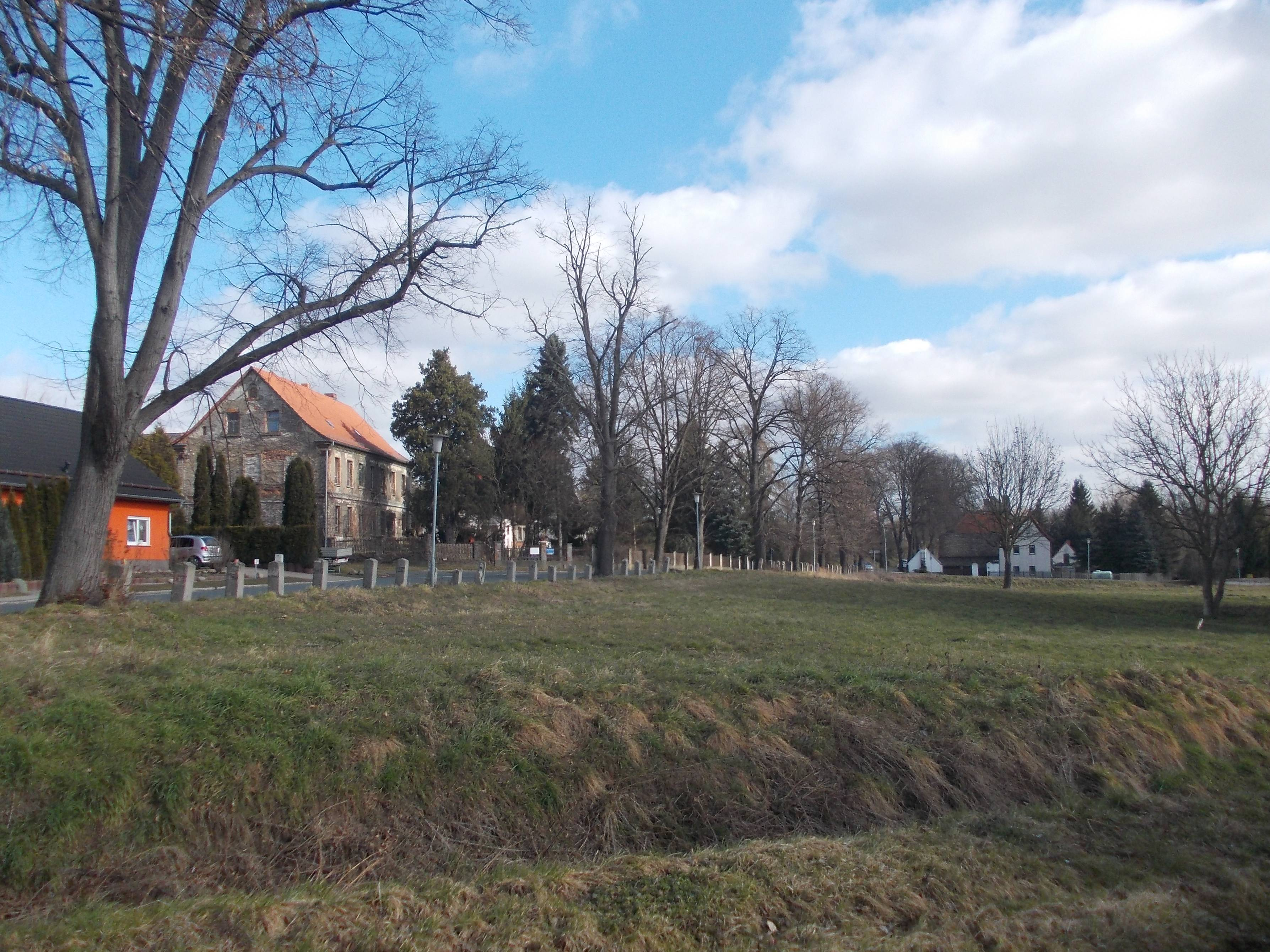
Вид на Рунталь